# Cosa (Teruel)
Cosa es un municipio y localidad española de la provincia de Teruel, en la comunidad autónoma de Aragón. El término municipal, ubicado en la comarca del Jiloca y que incluye también la localidad de Corbatón, tiene una población de 62 habitantes (INE 2024).

## Geografía
Pertenece a la zona montañosa (situado a una altitud de unos 1150 m), dista de Calamocha (núcleo de población más importante de la comarca) unos 25 km y se puede acceder a la población a través de la A-23 (Autovía Mudéjar) saliendo de la misma en Caminreal y siguiendo la dirección de Montalbán por carretera nacional 211 (Alcolea del Pinar-Tarragona). Limita con los pueblos de Torre los Negros, Barrachina, El Villarejo de los Olmos, Bañón, Rubielos de la Cérida, Alpeñés y Corbatón.
El municipio comprende los núcleos de Cosa y Corbatón. La localidad de Cosa está a unos 80 km de Teruel. El código postal es 44358.
Está integrado en la comarca del Jiloca, situándose a 71 km de la capital provincial. El término municipal está atravesado por la carretera nacional N-211 entre los pK 133 y 137. 
El relieve del territorio está caracterizado por el Sistema Ibérico turolense, al este de la depresión que forma el río Jiloca. Se encuentra a gran altitud, la cual oscila entre los 1385 m al suroeste, en la llamada Loma Pedriza, y los 1130 m al noroeste, a orillas del río de Cosa. El pueblo se alza a 1185 m sobre el nivel del mar. 
| Noroeste:Calamocha              | Norte: Barrachina | Noreste: Torre los Negros        |
| Oeste: Bañón                    |                   | Este: Torre los Negros y Alpeñés |
| Suroeste: Rubielos de la Cérida | Sur: Lidón        | Sureste: Alpeñés y Pancrudo      |

## Historia
En el año 1248, por privilegio de Jaime I, este lugar se desliga de la dependencia de Daroca, pasando a formar parte de Sesma de Barrachina en la Comunidad de Aldeas de Daroca, que en 1838 fue disuelta.
A mediados del siglo XIX, el lugar tenía contabilizada una población de 244 habitantes. Aparece descrito en el séptimo volumen del Diccionario geográfico-estadístico-histórico de España y sus posesiones de Ultramar de Pascual Madoz de la siguiente manera:

COSA: l. con ayunt. en la prov. de Teruel (9 leg.), part. jud. y adm. de rent. de Segura (4), dióc., aud. terr. y c. g. de Zaragoza (18): sit. en un valle que forma la sierra y en la confluencia de dos arroyos, es combatido por los vientos N. y S.: su clima es frio y sano: tiene 49 casas inclusa la municipal; escuela de instruccion primaria concurrida por 16 alumnos y dotada con 445 rs. anuales; igl. parr. (La Asuncion); el cementerio, aunque contiguo á la igl., es ventilado: dentro de la pobl. hay una fuente de dos caños, de cuya agua se surten los vec.: estramuros se encuentra una ermita llamada San Juan Bautista. Confina el térm. N. con Barraslima (1); E. con Torre los Ciegos (1/2); S. con Rubielos (3/4), y O. con Bañon. El terreno es pedregoso y poco fértil, cruzando dos riach. que tienen su origen en el mismo térm. y corren de S. á N.: en su radio hay monte rebollar poblado de chopos y sauces: pasa ó cruza el term. la carretera que conduce de Zaragoza al Cano de Binado, y los demas son locales: el correo se recibe de Calamocha por balijero. prod.: trigo, cebada, avena, patatas; se cria ganado lanar; caza de liebres, perdices y conejos. ind.: se hacen anualmente en esta pobl. 200 serones de esparto, un ingenio de cocer uva y un molino harinero. pobl.: 61 vec., 244 alm. cap. imp.: 33,764 rs. vn. El presupuesto municipal asciende á 2,500 rs. vn., y se cubre parte con las rent. de propios, y lo restante por reparto vecinal.
(Madoz, 1847, p. 139)

## Demografía
Cosa cuenta con una población de 62 habitantes (INE 2024).
| Gráfica de evolución demográfica de Cosa entre 1842 y 2023 |
| |
| Población de derecho según los censos de población del INE Población de hecho según los censos de población del INEEntre el censo de 1981 y el anterior, crece el término del municipio porque incorpora a 44083 (Corbatón) |

El municipio tiene un área de 54,81 km².

## Economía
Su economía se basa en la agricultura y la ganadería.

## Administración y política
| Período   | Alcalde                         | Partido |  |
| --------- | ------------------------------- | ------- |  |
| 1979-1983 | Marcos Ferreruela Fraj          | UCD     |  |
| 1983-1987 |                                 |         |  |
| 1987-1991 |                                 |         |  |
| 1991-1995 |                                 |         |  |
| 1995-1999 |                                 |         |  |
| 1999-2003 |                                 |         |  |
| 2003-2007 |                                 |         |  |
| 2007-2011 |                                 |         |  |
| 2011-2015 | Marcos Garzón Sánchez           | PP      |  |
| 2015-2019 |                                 |         |  |
| 2019-2023 |                                 |         |  |
| 2023-     | Manuel Antonio Herrero Corredor | TE      |  |

| Partido político    | Partido político                                   | 2003   | 2007   | 2011   | 2015   | 2019   | 2023   |
| Partido político    | Partido político                                   | Ediles | Ediles | Ediles | Ediles | Ediles | Ediles |
|                     | Teruel Existe (TE)                                 | —      | —      | —      | —      | —      | 2      |
|                     | Partido Popular de Aragón (PP)                     | 1      | 1      | 3      | 3      | 3      | 1      |
|                     | Partido Aragonés (PAR)                             | —      | —      | —      | —      | —      | —      |
|                     | Chunta Aragonesista (CHA)                          | —      | —      | —      | —      | —      | —      |
|                     | Partido de los Socialistas de Aragón (PSOE-Aragón) | —      | —      | —      | —      | —      | —      |
| Total de concejales | Total de concejales                                | 1      | 1      | 3      | 3      | 3      | 3      |

## Patrimonio
- Casa Grande. Es de planta cuadrangular con dos plantas y pequeños huecos incluidos en el alero de media caña para ventilaciones en la cubierta. Con portalón de arco de medio punto de sillería con imposta moldurada. La segunda planta posee tres balcones con interesante rejería y un reloj de sol. En el interior se halla un patio de entrada a la casa empedrado y una escalera iluminada por un lucernario que se acusa al exterior mediante un tambor octogonal.

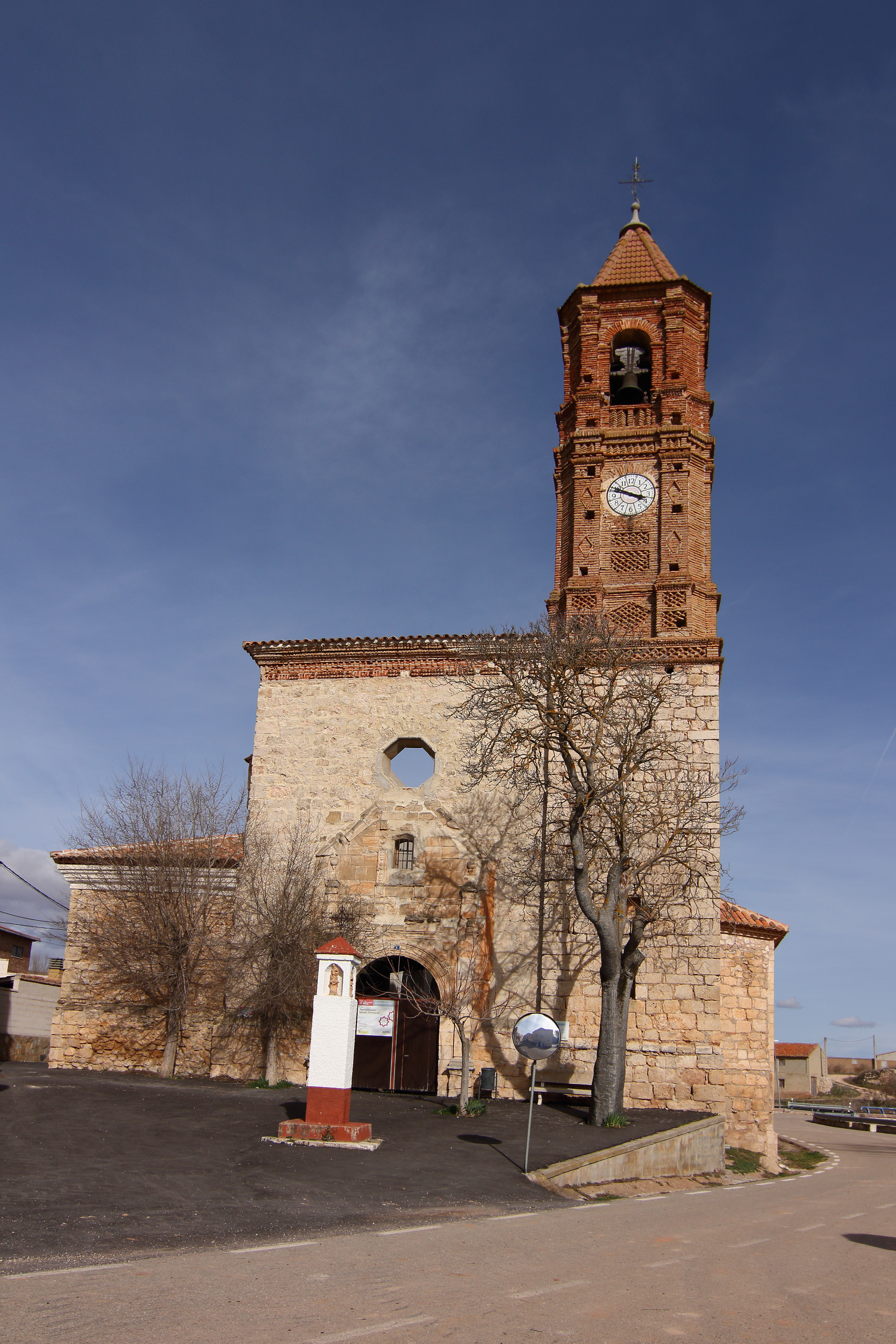
Iglesia de la Asunción

- Iglesia de la Asunción.[3] Actualmente está en ruinas salvo las paredes exteriores y la torre. Obra barroca del siglo XVIII de mampostería, con tres naves, la central cubierta con bóveda de medio cañón con lunetos y bóveda de arista y cúpulas laterales. Torre en piedra y ladrillo, de tres cuerpos. Los vanos están encuadrados en pilastras y decorados con dientes de sierra al estilo mudéjar. La terminación piramidal de la torre es de obra reciente. En ella se halló el documento de la fotografía pegado en una tablilla. En el coro de la iglesia se encontraba un atril en forma de tronco de pirámide. En cada una de las caras había depositado un libro de canto con tapas forradas en piel. Actualmente no se sabe el lugar donde puede encontrarse.
- Dos fuentes. A ellas todavía van las gentes de pueblo a coger agua para beber por su frescura. El agua de dichas fuentes pasa a un abrevadero donde el ganado sacia su sed. La sobrante continua a una acequia y se utiliza para regar los huertos que hay a su orilla.
- Escultura del Sagrado Corazón de Jesús. En una de las lomas que rodean el pueblo.
- El lavadero. Donde iban las mujeres del pueblo a lavar la ropa. Aunque actualmente existen lavadoras en las casas aún suelen usarlo esporádicamente.

## Fiestas
- La Asunción de la Virgen y San Roque, 15 y 16 de agosto.

## Imágenes

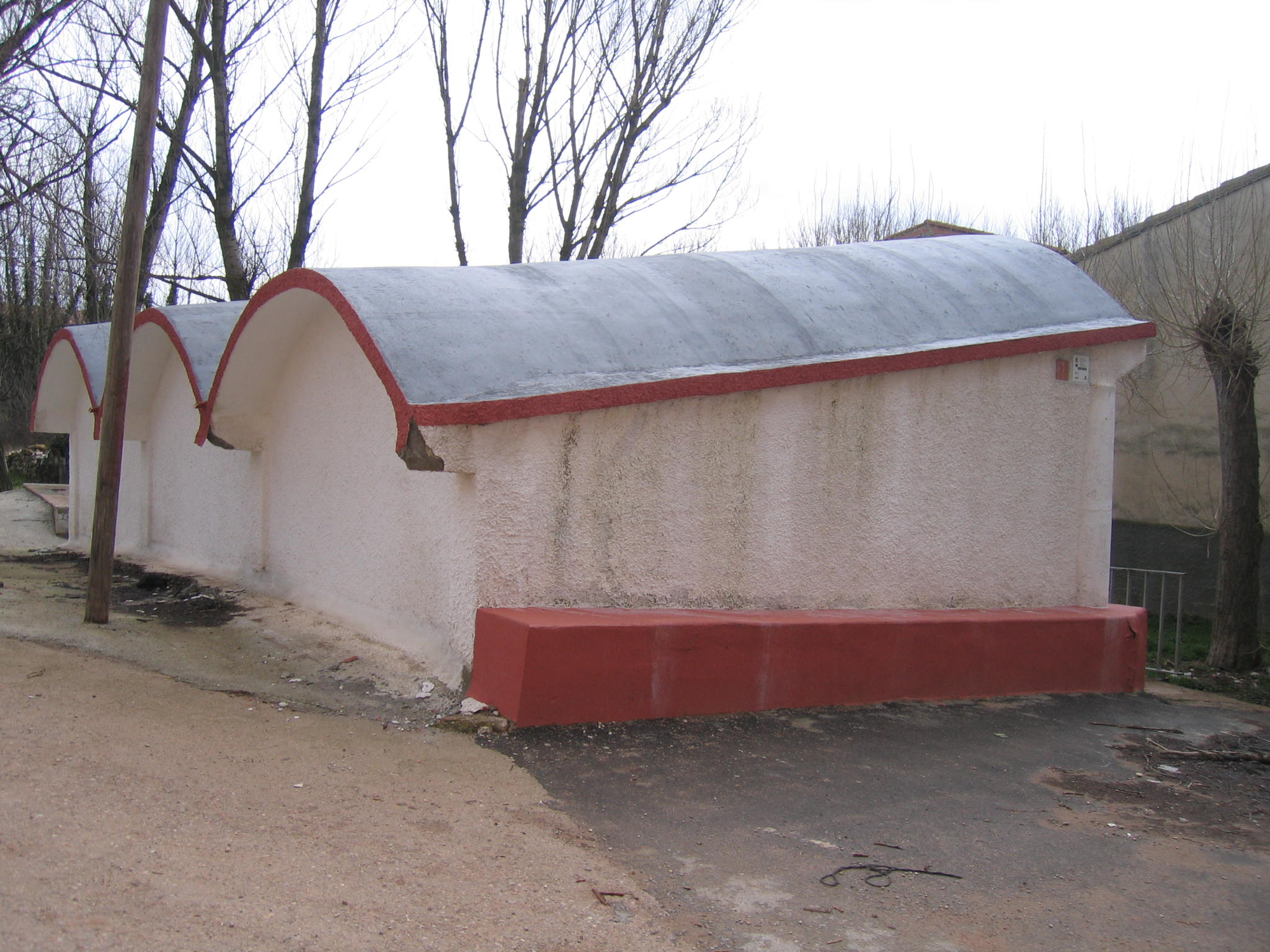
Vista exterior del lavador
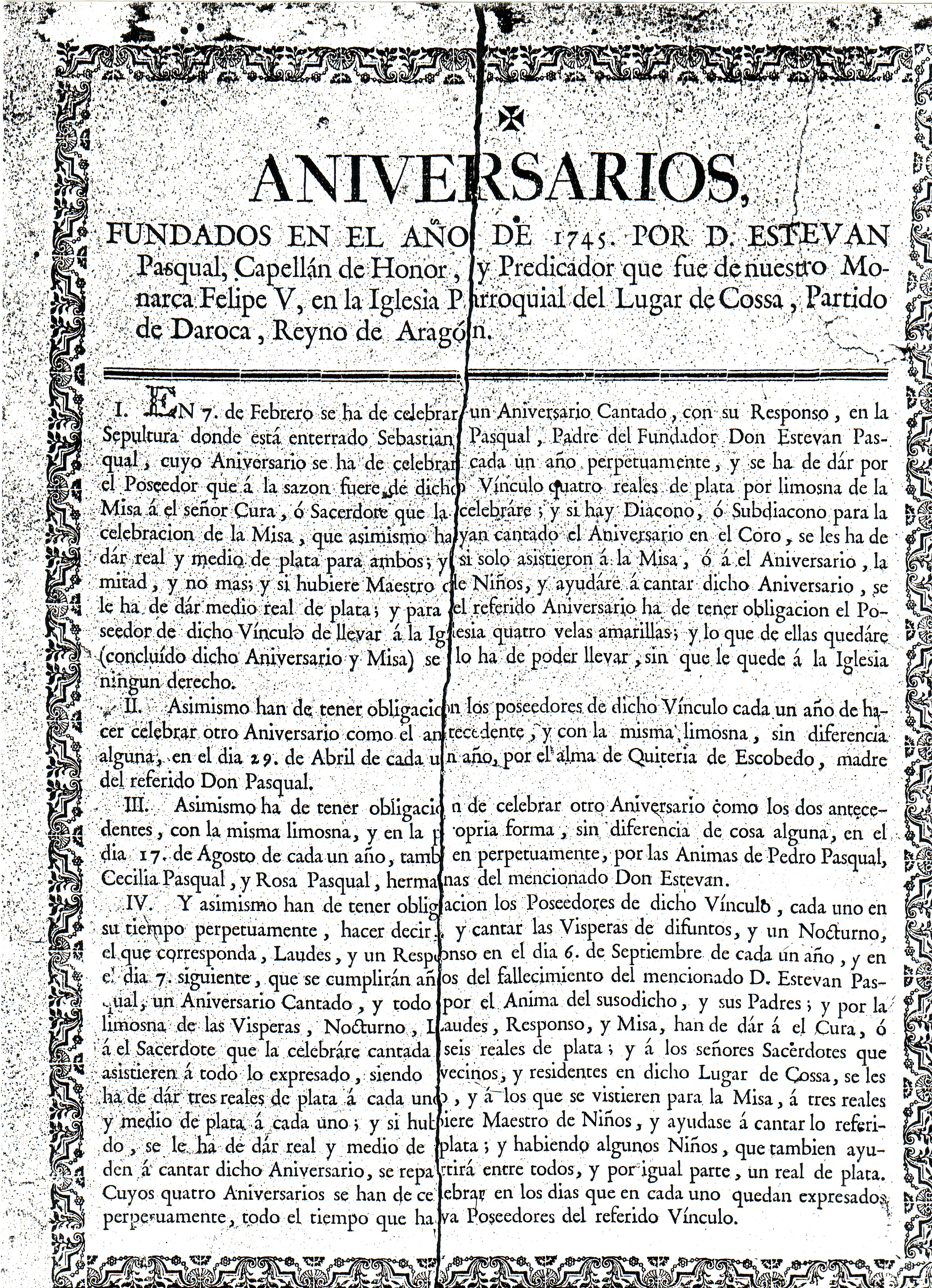
Documento hallado en la antigua Iglesia de la Asunción de Cosa
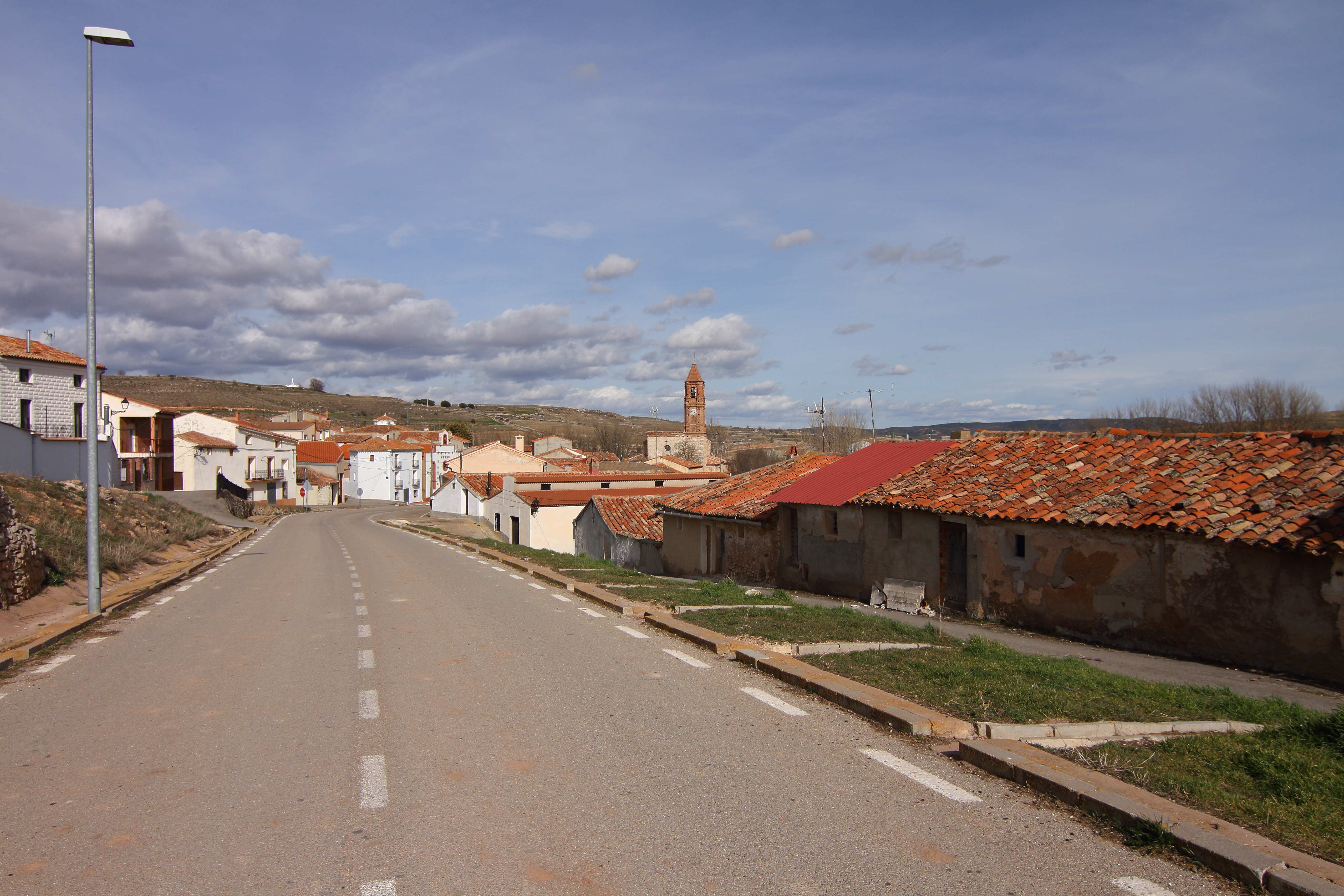
Población desde N-211a
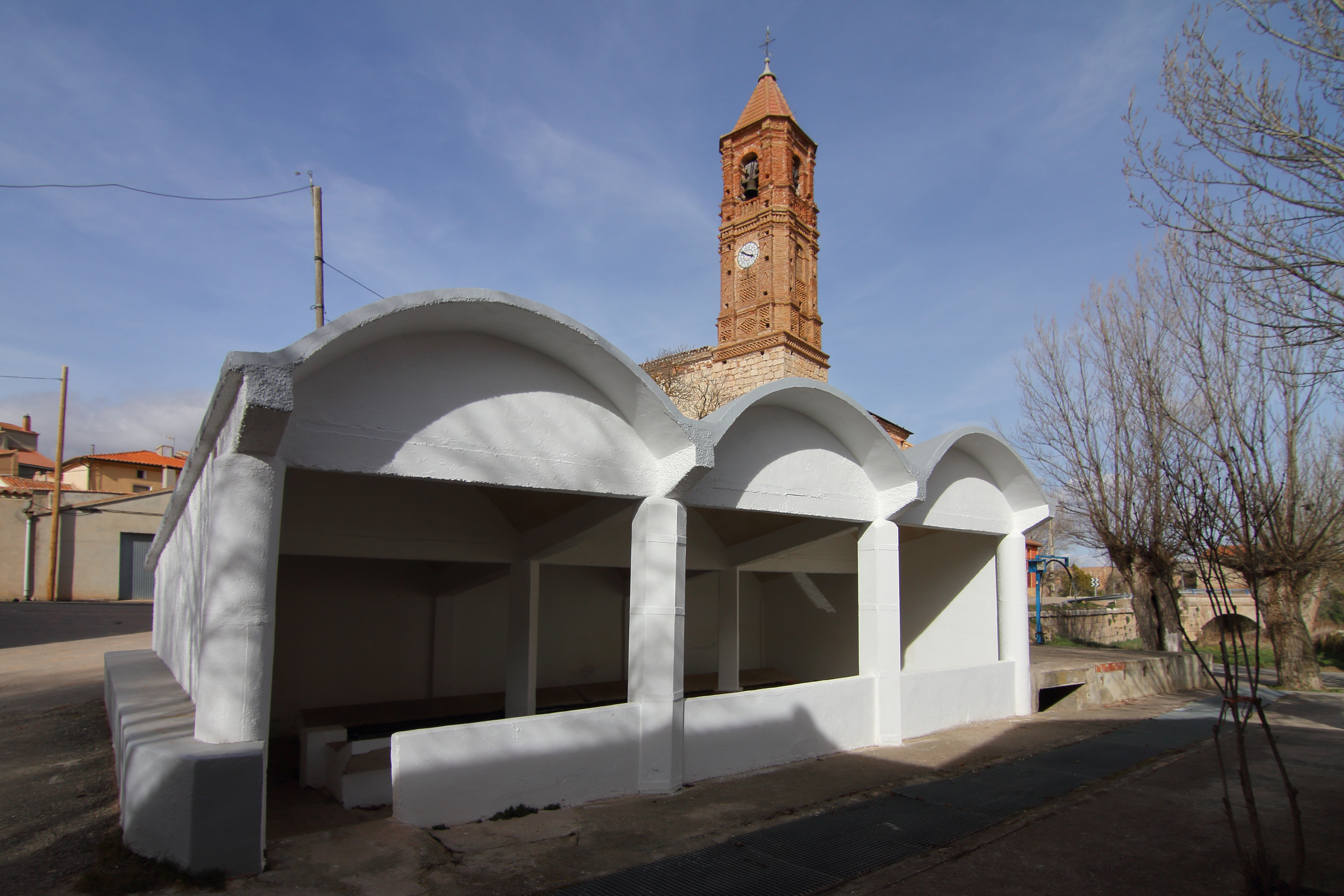
Lavadero e iglesia